# Velibor
Velibor (kyrillisch: Велибор) ist ein männlicher Vorname, der überwiegend in Serbien verbreitet ist.

## Herkunft
Der Name Velibor kommt von den beiden serbischen Wörtern veliki (großer) und bor (Kampf). Die Zusammensetzung bedeutet also sinngemäß großer Kämpfer.

## Namensträger
Kosenamenform: Bora, Veli, Velo, Veki, Veko
- Bora Milutinović, serbischer Fußballspieler und -trainer